# Huy Tân
Huy Tân là một xã thuộc huyện Phù Yên, tỉnh Sơn La, Việt Nam.
Xã có diện tích 21,15 km², dân số năm 1999 là 4.407 người, mật độ dân số đạt 208 người/km².